# Biterolf und Dietleib
Biterolf und Dietleib ist ein umfangreiches Heldenepos, das unikal im Ambraser Heldenbuch überliefert wurde und 13.510 Verse zählt. Der Verfasser ist unbekannt, jedoch wird davon ausgegangen, dass er Bezüge zur Steiermark hatte, wo das Werk in der zweiten Hälfte des 13. Jahrhunderts entstanden ist.

## Autor
Über den anonymen Verfasser des Epos wird gemutmaßt, dass es sich um einen quellenkundigen, gebildeten und ritterlichen Dichter handelt. Das erklärt unter anderem die zahlreichen Bezüge zum Nibelungenlied sowie die Kenntnis von historischen Ereignissen wie den Preußenfeldzügen im 13. Jahrhundert. Auch ritterlich-höfischen Verhaltensnormen und die Gestaltung von Turnieren waren ihm nicht fremd. Des Weiteren zeugen die Weg- und Landschaftsbeschreibungen vom umfassenden geographischen Wissen des Verfassers, nicht zuletzt im Bereich der heutigen Steiermark. Beispielsweise wusste er von der Ebene zwischen den Orten Mautern und Traisen (vgl. V. 5429–5456).

## Entstehung und Überlieferung
Die Entstehung des Biterolf und Dietleib wird im späten 13. Jahrhundert vermutet, wofür mehrere Argumente sprechen: Zum einen ist die Tätigkeit des Deutschen Ordens zu nennen, die mit dem Feldzug Biterolfs an der Seite der Hunnen in das „Preussen lant“ (V. 1391) in Verbindung gebracht wird. 1267 fanden historisch belegte Feldzüge von steirischen Rittern nach Preußen statt, wo Dörfer und Burgen zerstört wurden. Zum anderen sind die Kenntnisse über Spanien, die der Dichter hat, ein Hinweis darauf, dass dieses Land zur Entstehungszeit des Werkes von besonderer Bedeutung war. Dafür sprechen die Pilgerfahrt des Babenberger Herzogs Friedrich im Jahr 1195 nach Santiago de Compostela und die Wahl Alfons X. von Kastilien im Jahr 1257 zum deutschen König. Insbesondere das letzte Ereignis hat die damalige Aufmerksamkeit stark auf das Land auf der iberischen Halbinsel gelenkt.
Eine mittelhochdeutsche Fassung aus dem 13. Jahrhundert ist jedoch nicht überliefert, sondern nur eine frühneuhochdeutsche. Diese wurde im 16. Jahrhundert im Ambraser Heldenbuch von Hans Ried niedergeschrieben. Biterolf und Dietleib befindet sich darin nach „Dietrichs Flucht“, der „Rabenschlacht“, dem „Nibelungenlied“, der „Klage“ und „Kudrun“ sowie vor „Ortnit“ und „Wolfdietrich“. Somit ist der Biterolf zwischen lauter Heldenepen untergebracht und wird meist auch als solches eingestuft.

## Gattungsbegriff
Trotz der dominanten Einordnung als Heldenepos ähnelt Biterolf und Dietleib mit dem vierhebigen Endreimvers, den höfisch-ritterlichen Turnieren, den Figurenkonstellationen und den Verhaltensnormen der Helden auch dem höfischen Roman. Mit der Verhöfischung des bereits bekannten Heldenpersonals wird eine gewisse Distanz zu den alten Heldenepen erzeugt. Auch das Lachen über sich selbst und den Gegner sowie das versöhnliche Ende zeugen von einem neuen Verhältnis zur heldenepischen Tradition. Die Heldendichtung selbst wird in der Dichtung reflektiert.

## Inhalt
Das Epos lässt sich in zwei inhaltliche Teile gliedern: Im ersten wird von Biterolf erzählt, dem Herrscher Toledos, der sich, nachdem er vom ruhmreichen Hunnenkönig Etzel erfährt, entschließt, an dessen Hof zu ziehen, um für diesen zu kämpfen. Biterolf lässt somit seine Frau Dietlind, seinen Sohn Dietleib und seine Tochter, die beide noch Kleinkinder sind, zurück (vgl. V. 402ff.). Als er an den Hof Etzels kommt, gibt er sich nicht zu erkennen und nimmt zusammen mit dem Markgraf Rüdiger die Stadt Gamalî, die bislang unter preußischer Herrschaft war, ein. Auch nach dem ruhmreichen Sieg will Biterolf unerkannt bleiben und nennt, als er nach seiner Identität gefragt wird, einen falschen Namen (vgl. V. 1884ff.).
Dietleib wächst unterdessen ohne Vater in der Obhut seiner Mutter auf. Im Jugendalter wird er sich bewusst, nachdem seine Freunde von ihren Vätern erzählen, dass er selbst keinen hat. Um nicht für immer „ellende“ (V. 2079) zu bleiben, zieht er davon, um seinen Vater zu finden. Auf seiner Reise trifft er auf die Burgunden Gunther, Gernot und Hagen, die von ihm wissen wollen, wer er sei (vgl. V. 2687). Dietleib gibt sich – wie sein Vater – nicht zu erkennen und wird daraufhin angegriffen. Nach einem kurzen Gefecht, in dem er alle besiegt, zieht er weiter. Am Hof Etzels angekommen, wird Dietleib freundlich begrüßt und in einer Schlacht, in der sowohl Vater als auch Sohn für den Hunnenkönig kämpfen, töten die beiden beinahe einander. Nach dem Kampf schreitet Rüdiger von Bechelaren ein und erklärt, dass sie Vater und Sohn seien. Da erkennen sich Biterolf und Dietleib – die Freude ist groß (vgl. V. 4213ff.).
Anschließend erzählt Dietleib, welche Beleidigungen er durch Hagen – und indirekt Gunther – erleben musste. Etzel erklärt sich bereit dies zu rächen und lässt eine Armee aufstellen, darunter sind Dietrich von Bern und andere Helden aus der Lombardei, Ungarn oder Polen. Als Gunther von dem geplanten Angriff erfährt, ruft er ebenfalls seine Männer zu sich (vgl. V. 4741ff.). Etzels Truppen belagern Worms und der Markgraf Rüdiger reitet in die Stadt, um ihr Vorhaben darzulegen. Als Belohnung dafür, dass er diese Nachricht überbracht hat, darf er alle Damen am Burgundischen Hof küssen und Brünhild gibt ihm eine Lanze mit einer roten Flagge, die für die Liebe zu den Frauen steht. Außerdem wollen die Damen entscheiden, wie die zwei Armeen kämpfen werden: entweder in einer großen Schlacht oder in Duellen (vgl. V. 6755ff.).
Rüdiger überbringt diese Nachricht den Hunnen, die sich für die Schlacht bereit machen. Hildebrand teilt die Kämpfer ein, doch Dietrich von Bern ist dazu nicht bereit, als er hört, dass er gegen den berühmten Siegfried kämpfen muss. Erst als Hildebrand ihn angreift und zum Kämpfen zwingt, wird Dietrich von der Kampfeslust gepackt (vgl. V. 8149ff.). Unterdessen erzählt Wolfhart, ein Untergebener Dietrichs, dass die Burgunden geübte Turnierreiter wären und dass er diese Kunst nie erlernt hätte. Daraufhin findet ein Turnier statt, und zwar mit den Damen des Burgundenhofes als Publikum, das jedoch schlussendlich in einen Kampf ausartet. Erst als die Nacht hereinbricht, werden die Waffen niedergelegt.
Am nächsten Tag wird der Kampf fortgesetzt und bekommt dadurch eine Wende, dass Heime, ein Vasall Dietrichs, ausschert und Siegfried angreift, der ihm sein Schwert Nagelring aus der Hand schlägt. Plötzlich dreht sich alles um dieses Schwert, das verzweifelt am Schlachtfeld gesucht wird. Kurz vor Einbruch der Dunkelheit findet Hildebrand das Schwert. Der Kampf wird vorerst unterbrochen. (vgl. V. 11248ff.).
Am dritten Tag der Schlacht kämpfen 86 Krieger auf beiden Seiten gegeneinander, während sich die anderen ausruhen. Rüdiger gelingt es schließlich sein Wappen vor die Tore von Worms zu bringen, woraufhin die Damen den Kampf für beendet erklären (V. 11505ff.). Gunther lädt die Hunnen an seinen Hof ein, wo gegessen, getrunken und gelacht wird. Zudem kürt er Dietleib zum tapfersten aller Krieger (vgl. V. 12355ff.).
Danach ziehen die Truppen von Worms ab und Biterolf kehrt mit seinem Sohn an den Hof Etzels zurück. Dort übergibt Etzel dem König Toledos als Dank für dessen Dienste die Steiermark als Lehen. Biterolf siedelt seine Untertanen aus Spanien in den steirischen Besitztümern an und gründet dort ein neues Herrschergeschlecht (vgl. V. 12833ff.).

## Bezüge und Unterschiede zumNibelungenliedsowie zurRosengartenszene
In Biterolf und Dietleib treten insgesamt 54 Figuren auf, die auch in der Sage rund um die Nibelungen zu finden sind, sich jedoch anders verhalten.

### Frauen
Die Frauen sind in Biterolf und Dietleib grundsätzlich passiver als die Frauen im Nibelungenlied – man denke etwa an den Königinnenstreit oder an Kriemhilds ausgeklügelten Racheplan. Die Frauen im Biterolf und Dietleib wohnen zwar dem Turnier bei, jedoch sind sie im Gegensatz zum Nibelungenlied nicht Ziel oder Belohnung nach einer ritterlichen Ausfahrt. Eine Ausnahme stellt Helche, die Frau Etzels, dar. Diese würde Biterolf, so berichtet es ihm Walther von Aquitanien, ganz selbstbewusst „krone vnd landt“ (V. 762) anbieten – natürlich mit der Zustimmung ihres Gatten. Auch Brünhild und Kriemhild, die dem Publikum bereits aus dem Nibelungenlied bekannt sind, treten im Biterolf und Dietleib auf, jedoch keineswegs als Rivalinnen, sondern in einem neutralen Nebeneinander am Hof von Worms. Wenn zwei Königinnen an einer Stelle in einen Konflikt geraten, zumindest indirekt, dann sind es nicht Brünhild und Kriemhild, sondern Brünhild und Helche. Zunächst erscheint diese Kombination ungewöhnlich, doch auch in einer Version des Rosengarten zu Worms tritt Helche als Antityp zu Kriemhild auf und bezieht Stellung zur Herausforderung der Burgundenprinzessin. Im Biterolf und Dietleib läuft die Kommunikation jedoch über einen Boten, den Markgrafen Rüdiger, den Helche in Worms fragen lässt, wie es ihrem Ziehsohn Hagen gehe, und ausrichten lässt, dass sie Dietleib mit allen Mitteln gegen Gunther helfen würde (vgl. V. 4830 ff.). Anschließend erkundigt sich Hildegund nach dem Befinden ihrer Mutter Helche – das Publikum weiß bereits aus dem Waltharius von der guten Mutter-Tochter-Beziehung. In diesem Moment greift Brünhild ein und will wissen, ob Helche tatsächlich solch hohes Lob vor allen anderen anwesenden Königinnen verdient habe (vgl. V. 6897 ff.). Auch diese Frage ist dem Publikum bekannt: Im Nibelungenlied beginnt der Königinnenstreit mit Kriemhilds Behauptung, dass ihr Mann das höchste Ansehen in der Gesellschaft verdient habe. Im Biterolf wird der Konflikt jedoch von Anfang an entschärft, indem Rüdiger die Tugendhaftigkeit Helches lobt (vgl. Vv. 6906–6916) und Brünhild nach dieser Eloge, da sie nicht selbst kritisiert werden will, ebenfalls die Qualitäten der Hunnenkönigin unterstreicht (vgl. V. 6920).

### Karikierung der Helden imBiterolf und Dietleib
Zahlreiche Helden, die das Publikum bereits aus dem Nibelungenlied kennt, werden in Biterolf und Dietleib humorvoll dargestellt, wenn sie nicht sogar zu einer Art Karikatur werden. So etwa klagen die Kämpfer ständig über ihre Wunden aus dem Kampf, wobei der sonderliche Aspekt stark hervortritt:
ir dhainer was so wohl behuoet,

der vnder jn nicht wunden truog,

er hette doch peuol sust genuog.
Doch auch einzelne Figuren wie etwa Wolfhart, der Vasall Dietrichs, werden karikiert. Wolfhart ist im Biterolf viel kampflustiger als im Nibelungenlied und will es mit jedem aufnehmen. Kurz vor der Schlacht mit den Burgunden ruft Hildebrand ihn nicht auf, was ihn noch wütender macht (vgl. V. 7763–7764), und er kann nur beruhigt werden, indem man ihm erklärt, dass man für ihn natürlich einen besonders gefährlichen Gegner vorgesehen habe (vgl. V. 7769–7776).
Eine weitere Karikierung lässt sich bei Dietrich von Bern feststellen, der Angst vor dem Kampf mit dem berühmten Siegfried hat und von Hildebrand ermutigt werden muss – diese Stelle findet sich auch im Rosengarten zu Worms, jedoch auf derbere Art und Weise. Im Rosengartenlied schlägt Hildebrand Dietrich mit der Faust ins Gesicht, um ihn kampfbereit zu machen. Im Biterolf und Dietleib geht es humorvoller zu, um die Zuhörer zum Lachen zu bringen. So etwa wird erwähnt, dass Dietrich ganz blass vor Angst sei und sich wie ein Kind verhalte (vgl. V. 8131–8132). Nach einem kurzen Kampf mit Hildebrand ist Dietrich jedoch wieder vollen Mutes:
‘ja, entrauon,’ sprach herr Diettreich:

‘mein muot was so zagleich,

da ich gedachte an dem man,

waz er wunderts het began,

da er die Nibelunge sluog

vnd auch annder degen genuog,

da er den grossen hort gewan.

davon ich zweiueln began.

mir ist aber erwarmet nu das pluot: […]’
Groteskerweise ist seine Kampflust jedoch nicht zielführend, denn er verletzt Siegfried anschließend gar nicht – die vorangegangene Episode diente dem Dichter nur zu humoristischen Zwecken. Dafür verletzt jedoch der etwas behäbige und dem Publikum bereits aus dem Nibelungenlied bekannte Küchenmeister Rumold, der an der Seite von Hagen kämpft, den unbändigen Wolfhart.

### Ökonomische Mittel
Nicht nur im Kampf, sondern auch im Umgang mit Geld verhalten sich die Figuren im Biterolf und Dietleib anders als im Nibelungenlied. In zweiterer Dichtung spielt Geld keine Rolle, und wenn es erwähnt wird, dann nur im Zusammenhang mit unermesslichen Reichtümern.
Im Biterolf hingegen ist Geld, der konkrete Wert von Gegenständen sehr wohl von Bedeutung. Beispielsweise wird Biterolf, nachdem er am Weg zu Etzel die Donau überquert hat und nach Bayern kommt, von Gelphrât gefragt, ob er zollpflichtige Ware mit sich führen würde (vgl. V. 855). Geld ist auch für Dietleib wichtig, der, als er Hagen das erste Mal sieht, dessen Pferd und Rüstung auf einen Wert von etwa tausend Mark schätzt (vgl. V. 2788).

### Der Umgang mit dem Heidentum
Im Gegensatz zum Nibelungenlied nimmt Religion im Biterolf und Dietleib durchaus einen hohen Stellenwert ein. Der Erzähler versucht sogar, wie es bei seinen zeitgenössischen Dichtern kaum der Fall war, die Heiden in ein gutes Licht zu rücken, und meint, dass sich einige Christen den Heiden und Hunnenkönig Etzel als Vorbild nehmen könnten, denn immerhin würde dieser seinen Ruhm auf vernünftige Art und Weise erringen. Würden dies die vermeintlichen Gläubigen auch so machen, müssten sie das Fegefeuer nicht fürchten:
Etzel der Heide

vil maniger, der ze helle ist komen

nun durch gierlichen muot

und nindert cristenlichen tuot,

nun hurten vnd sparn,

der mag noch bas ze helle varn

dann Etzele der maere,

wie er ein hayden waere.

## Spanien-Bezüge
Der Autor des Biterolf und Dietleib muss die politischen Verhältnisse in Spanien gut gekannt haben, denn immerhin ist Biterolf König von Toledo (vgl. V. 77), das seit Ende des 11. Jahrhunderts christlich und Hauptstadt von Neukastilien ist.
Dass der Dichter sein Interesse auf Spanien richtet, hängt womöglich mit den Kreuzfahrten der Babenberger nach Westen zusammen. In diesem Fall würde die Reise Friedrichs I. des Christlichen im Jahr 1195 in Frage kommen, die ihn über Spanien bis nach Portugal geführt hat. Doch auch durch die etwa 60 Jahre später stattfindende Wahl Alfons X., des Sohnes von Ferdinand III. und der Stauferin Beatrix, zum deutschen König (1257) könnte Spanien in den Blick des Dichters geraten sein. In der Forschung wurde sogar versucht eine Verbindung dieser historischen Fakten mit den verwandtschaftlichen Angaben in Biterolf und Dietleib zu finden. So etwa könnte Ferdinand III. Biterolf sein, Beatrix Dietlind und Alfons Dietleib. Wäre dem so, könnte auch die Verwandtschaft zwischen Biterolf und Walther von Aquitanien belegbar sein. Walther, der in „Paris“ (vgl. V. 805) herrscht, die Bezeichnung „von Karlingen“ (V. 2105) trägt und von Biterolf in V. 671 mit den Worten „mein swester was die muoter dein“ aufgeklärt wird, scheint somit sein Neffe zu sein.
Zunächst hat diese Verbindung jedoch keinen historischen Hintergrund, denn die einzige Verwandte Ferdinands III. und Alfons X., die hierfür in Frage kommen würde, ist Blanca von Kastilien, die Mutter von Ludwig IX. Blanca war jedoch nicht – so wie es den Erläuterungen im Biterolf und Dietleib entsprechen würde – die Schwester von Ferdinand, sondern die jüngere Schwester seine Mutter, also seine Tante. Folglich kann Walther auch nicht der Neffe von Biterolf sein, sondern wäre als Sohn seiner Tante sein Cousin. Bemerkenswerterweise hat der Autor seinen Fehler ausgebessert, denn im Ambraser Heldenbuch erklärt Dietlind ihrem Sohn in V. 2106–2108 das Folgende:
was ye den leuten dein geschiht,

Walther es haysset widertun:

der ist deines vaters basen [sic!] sun.
Um Licht in diese bislang nicht gänzlich geklärte Stelle zu bringen, ist es sinnvoll, die Anfangsverse von Biterolf und Dietleib zu betrachten, wo der Autor beteuert, nicht alles von der Verwandtschaft Biterolfs zu wissen (vgl. V. 19–28). Diese Stelle scheint im Hinblick auf die Ausbesserungen des Dichters nicht nur eine kunstvolle Form der Wahrheitsbeteuerung zu sein, sondern auch ein Bescheidenheitsgestus und zudem eine Möglichkeit, die Aufmerksamkeit der Zuhörer zu gewinnen.
Somit lässt sich eine Anlehnung der Figur Biterolfs an das historische Vorbild Ferdinands III. ausmachen, dessen Verwandtschaftsverhältnisse jedoch in Wirklichkeit noch komplexer waren und man es in der vorliegenden Dichtung mit einer heldenepischen Verklärung zu tun hat.

### Primärliteratur
- André Schnyder: Biterolf und Dietleib. Neu herausgegeben und eingeleitet von André Schnyder. Haupt, Bern 1980, ISBN 3258029008.

### Sekundärliteratur
- Christian Kainz-Kaufmann: Die „Spanien“-Bezüge des „Biterolf und Dietleib“. Diplomarbeit an der Karl-Franzens-Universität, Graz 2002.
- Gunda S. Lange: 5. Biterolf und Dietleib. In: Nibelungische Intertextualität. Generationenbeziehungen und genealogische Strukturen in der Heldenepik des Spätmittelalters. De Gruyter, Berlin / New York 2009, S. 143–175, ISBN 9783110221428.
- Justus von Lunzer: Humor im Biterolf. In: Zeitschrift für deutsches Altertum und deutsche Literatur. 63. Band, 1926, Heft 1, S. 25–43.
- Richard von Muth: Alter und Heimat des Biterolf. In: Zeitschrift für deutsches Altertum und deutsche Literatur. 21. Band, 1877, S. 182–188.
- Norbert Voorwinden: Biterolf und Dietleib: Spiegel einer Spätzeit. In: Klaus Zatloukal (Hrsg.):4. Pöchlarner Heldenliedgespräch. Heldendichtung in Österreich – Österreich in der Heldendichtung. Fassbaender, Wien 1997, S. 231–253. ISBN 3900538611.
- Volker Zapf: Biterolf und Dietleib. In: Deutsches Literatur-Lexikon. De Gruyter, Berlin/Boston 2017. Biterolf und Dietleib
- Jennifer Williams: Etzel – auf den Spuren der deutschen Ordensritter? „Biterolf und Dietleib“. 1388–1627. In: Zeitschrift für deutsches Altertum und deutsche Literatur. 110. Band, 1981, Heft 1, S. 28–34.